# Adinandra endertii
Adinandra endertii är en tvåhjärtbladig växtart som beskrevs av Clarence Emmeren Kobuski. Adinandra endertii ingår i släktet Adinandra och familjen Pentaphylacaceae. Inga underarter finns listade i Catalogue of Life.